# قاشقی هندوانه‌ای
قاشقی هندوانه‌ای (به انگلیسی: Peperomia argyreia) گونه‌ای گیاه گلدار از خانوادهٔ فلفل‌سیاهیان است که بومی نواحی شمالی آمریکای جنوبی همچون برزیل، بولیوی، اکوادور و ونزوئلاست.